# Intercapperia
Intercapperia là một chi bướm đêm thuộc họ Pterophoridae.

## Các loài
- Intercapperia scindia Arenberger, 1988